# Trombolitički lek
Trombolitički lekovi se koriste u medicini za razlaganje trombova u okviru procedure koja se naziva tromboliza. Oni ogračavaju oštećenja uzrokovana blokadom ili okluzijom krvnih sudova.

## Upotreba
Trombolitički agensi se koriste za tretiranje miokardijalne infarkcije (srčanog udara), moždanih udara, tromboze dubokih vena i plućne embolije za čišćenje blokirane arterije i izbegavanje trajnog oštećenja u tkivu (npr. srcu, mozgu, nozi) i smrti. Oni se mogu primenjivati za čišćenje blokiranih katetera koji se upotrebljavaju u dugotrajnoj medicinskoj terapiji.